# أندريس مولينا إنريكيز
أندريس مولينا إنريكيز (بالإسبانية: Andrés Molina Enríquez)‏ هو كاتب واقتصادي ومحامي مكسيكي، ولد في 30 نوفمبر 1868 في Jilotepec Municipality, State of Mexico ‏ في المكسيك، وتوفي في 2 أغسطس 1940 في تولوكا في المكسيك.